# Knattorpsmossen
Knattorpsmossen är ett naturreservat i Lindesbergs kommun i Örebro län.
Området är naturskyddat sedan 2007 och är 46 hektar stort. Reservatet omfattar den östra delen av myren med detta namn, för västra delen finns reservatet Stora Knattorpsmossen. Reservatet består av gammal granskog med björk och asp och med åldriga tallar.